# Peter Cornelius (komponist)
 Der er flere personer med dette navn, se Peter Cornelius.
Peter Carl August Cornelius (født 24. december 1824 i Mainz, død 26. oktober 1874 sammesteds) var en tysk komponist, digter, musikskribent og oversætter. Han var brorsøn til maleren Peter von Cornelius.
Han studerede i Berlin under Siegfried Dehn og gik derpå til Weimar, hvor Liszt tog sig af ham. Det fortrolige samliv med denne mester påvirkede Cornelius' bevægelige og higende ånd, og han blev en ivrig forkæmper for den nytyske skole; foruden artikler i forskellige musikblade skrev Cornelius nu talrige sange til dels til tekster, digtede af ham selv. Til sin opera Der Barbier von Bagdad havde Cornelius også selv skrevet teksten, hvilket viser den indflydelse, Richard Wagners kunstanskuelser har haft på Cornelius. Operaen opførtes i Weimar (1858), men uden held – til dels på grund af intriger mod Liszt der herefter opgav sin stilling som kapelmester i nævnte by.
Fra 1865 fulgte Cornelius Wagner til München hvor han fik ansættelse ved den kongelige musikskole. Her fuldførte han operaen Cid der opførtes i Weimar, men uden synderlig mere held end sin forgænger. En tredje opera, Gunlöd, forblev ufuldendt. Cornelius, der i øvrigt har komponeret forskellige vokalværker, større korværker, cyklussen Brautlieder med mere, har efter sin død fået oprejsning for den miskendelse, som han i levende live, til dels af partiårsager, havde været genstand for.
Hans operaer, særlig Der Barbier von Bagdad, er opført på mange tyske scener og på enkelte andre operascener, for eksempel i København, og hans fremragende begavelse er blevet anerkendt også ud over hans hjemland, idet særlig hans sange har fundet udbredelse.